# Good Omens
Good Omens är en brittisk-amerikansk fantasykomedi som hade premiär 2019. TV-serien bygger på romanen Goda omen av Terry Pratchett och Neil Gaiman.

## Utmärkelser
Good Omens har bland annat vunnit Dragon Awards för Best Science Fiction or Fantasy TV Series 2019 och European Science Fiction Societys pris för Best Dramatic Presentation 2020

## Rollista i urval
- David Tennant – Crowley
- Michael Sheen – Aziraphale
- Miranda Richardson – Shax
- Jon Hamm – Ärkeängeln Gabriel
- Doon Mackichan – Ärkeängeln Mikael
- Gloria Obianyo – Ärkeängeln Uriel
- Frances McDormand – Gud (röst)
- Nina Sosanya – Nina
- Mark Gatiss – Mr Harmony
- Derek Jacobi – Metatron
- Daniel Mays – Arthur Young (säsong 1)
- Siân Brooke – Deirdre Young (säsong 1)
- Ned Dennehy – Hastur (säsong 1)
- Jack Whitehall – Newton Pulsifer (säsong 1)
- Michael McKean – Witchfinder Sergeant Shadwell (säsong 1)
- Brian Cox – Döden (röst) (säsong 1)
- Mireille Enos – Krig (säsong 1)
- Yusuf Gatewood – Svält (säsong 1)
- Nick Offerman – Thaddeus Dowling (säsong 1)
- Benedict Cumberbatch – Satan (röst) (säsong 1)
- Anna Maxwell Martin – Beelzebub (säsong 1)
- Shelley Conn – Beelzebub (säsong 2)